# 24 cm Mörser M. 98
Il 24 cm Mörser M. 98, era un obice pesante d'assedio austro-ungarico impiegato dall'Imperiale e regio esercito durante la prima guerra mondiale. Progettato per attaccare le moderne fortificazioni, la sua ridotta gittata e la munizione poco efficace portarono gli austriaci a sviluppare il giustamente famoso Škoda 30,5 cm Vz. 1911.

## Storia
Basato su un progetto Krupp del 1888-1890, la Škoda sviluppò questo nuovo obice pesante su affusto a perno centrale nel 1896. In quegli anni si assisteva ad un rapido sviluppo delle artiglierie, rivoluzionate dall'introduzione di nuovi materiali e soprattutto dei primi affusti a deformazione. Le autorità richiesero quindi un nuovo modello dell'obice con freno di sparo idraulico. Questo fu introdotto nel novembre 1900, ma si dimostrò ancora immaturo e richiese diverse migliorie; il problema maggiore era costituito dalla debolezza delle molle del freno di sparo, che facevano scivolare la canna fuori dalla slitta alle alte elevazioni. Come soluzione a breve termine furono introdotti dei tamponi di cuoio e crine di cavallo. Per risolvere definitivamente il problema bisognerà aspettare la versione M. 98/7 del 1907, con culla ridisegnata e cerchiature della canna estese fino alla volata.
Questo obice viene quindi ricordato come la prima artiglieria con un moderno sistema di rinculo in servizio con l'Esercito Imperial Regio e come il primo a trazione meccanica. Per il traino il pezzo veniva scomposto in quattro carichi. L'affusto veniva messo in batteria su una piattaforma di tiro statica, che veniva calata in una trincea scavata all'uopo. La gestione del pezzo richiedeva una squadra di 6 serventi. Per il caricamento la canna doveva essere portata ogni volta ad alzo 0°.

## Servizio con il British Army
Il Regno Unito acquistò 4 obici in giacenza negli stabilimenti di Plzeň della Škoda nel febbraio 1900, designando questi pezzi Ordnance BL 9.45 inch Howitzer Mk I. L'operazione di Sir Henry Brackenbury serviva due scopi: contrastare le trattative di un agente tedesco che operava per conto dei Boeri e acquisire un'arma da usare contro i forti che circondavano Pretoria. Gli obici infatti furono inviati in Sudafrica per essere schierati nella seconda guerra boera contro le fortificazioni di Pretoria, ma non furono necessari, sparando un solo colpo contro i boeri che attaccavano un avamposto britannico fuori dalla città. In seguito i Mk I furono inviati in Cina durante la ribellione dei Boxer. Al rientro in patria, ognuna delle due compagnie d'assedio aveva sparato circa 100 colpi ma non godevano di grande considerazione. Tutti i pezzi furono assegnati ad una terza compagnia, le cui esercitazioni annuali evidenziarono una serie di difetti. Furono apportate modifiche minori ma non fu possibile risolvere la criticità maggiore, ovvero la depressione limitata a 42°, che, consentendo solo traiettorie alte, non permetteva un fuoco accurato. Inoltre, la sostituzione della carica propellente in balistite con la cordite ridusse la gittata massima di oltre 900 m.
Il British Army impiegava una munizione da 130 kg, lanciata a 7 km di gittata da una carica di 2,5 kg di cordite.